# Emiliano Antonio Cisneros Martínez

Bischofswappen von Emiliano Antonio Cisneros Martínez

Emiliano Antonio Cisneros Martínez OAR (* 8. Februar 1945 in Almazul) ist ein spanischer Ordensgeistlicher und emeritierter römisch-katholischer Bischof des Bistums Chachapoyas.

## Leben
Emiliano Antonio Cisneros Martínez studierte Philosophie und Theologie in den Priesterseminaren der Augustiner-Rekollekten in Logroño, San Millán de la Cogolla und Salamanca. Am 14. Juli 1968 empfing er die Priesterweihe. Anschließend wurde er von seinem Orden in die Prälatur Chota entsandt, wo er von 1968 bis 1981 als Pfarrer tätig war, unter anderem war er Pfarrer der Kathedralpfarrei. Danach hatte Emiliano Cisneros bis 1993 verschiedene Ämter innerhalb seines Ordens inne, unter anderem als Berater der Generalkurie in Rom.
Am 7. Dezember 1993 wurde er zum Bischof der Prälatur Chota ernannt. Die Bischofsweihe spendete ihm am 6. Januar 1994 Papst Johannes Paul II.; Mitkonsekratoren waren die Kurienerzbischöfe Giovanni Battista Re, Offizial des Staatssekretariats, und Josip Uhač, Sekretär der Kongregation für die Evangelisierung der Völker. Nach der Emeritierung von José Ignacio Alemany Grau als Bischof von Chachapoyas übernahm er im Jahr 2000 auch die Administration des Bistums Chachapoyas, in das er 2002 als neuer Diözesanbischof wechselte.
Bischof Cisneros nahm an der V. Generalversammlung der Bischöfe aus Lateinamerika und der Karibik 2007 in Aparecida teil und war an der Ausarbeitung ihres Abschlussdokumentes beteiligt.
Vom 7. August 2018 bis zum 26. Juli 2019 war Emiliano Antonio Cisneros Martínez zudem Apostolischer Administrator der Territorialprälatur Huamachuco. Sein Nachfolger als Administrator wurde Pascual Benjamín Rivera Montoya.
Am 9. März 2022 nahm Papst Franziskus das von Emiliano Antonio Cisneros Martínez aus Altersgründen vorgebrachte Rücktrittsgesuch an.
Emiliano Antonio Cisneros Martínez forschte zur peruanischen Kirchen- und Ordensgeschichte und veröffentlichte dazu mehrere Bücher und Beiträge.

## Schriften
- Los Agustinos Recoletos en el Peru (Cuadernos de recolección, Bd. 2). Editorial Avgvstinvs, Madrid 1988, ISBN 84-7170-084-0.
- Prelatura de Chota. Apuntes para su historia. In: Revista Peruana de Historia Eclesiástica, Jg. 2013.
- Andanzas Recoletas. Los antiguos ministerios en Perú. Grafimag, Lima 2016.
- Semblanza de Monseñor Florentino Armas, obispo prelado de Chota (1900–1979). In: Recollectio. Annuarium historicum Augustinianum, ISSN 1122-5661, Jg. 40 (2017), S. 939–977.